# Plagithmysus fragilis
Plagithmysus fragilis là một loài bọ cánh cứng trong họ Cerambycidae.